# Антон Пфеффер
Антон Пфеффер (нім. Anton Pfeffer, нар. 17 серпня 1965, Лілієнфельд) — австрійський футболіст, захисник. По завершенні ігрової кар'єри — футбольний тренер.
Як гравець насамперед відомий виступами за клуб «Аустрія» (Відень), а також національну збірну Австрії.
Чотириразовий чемпіон Австрії. Чотириразовий володар Кубка Австрії.

## Клубна кар'єра
У дорослому футболі дебютував 1985 року виступами за команду клубу «Аустрія» (Відень), кольори якої і захищав протягом усієї своєї кар'єри гравця, що тривала цілих шістнадцять років. Більшість часу, проведеного у складі віденської «Аустрії», був основним гравцем захисту команди. За цей час чотири рази виборював титул чемпіона Австрії.

## Виступи за збірну
1988 року дебютував в офіційних матчах у складі національної збірної Австрії. Протягом кар'єри у національній команді, яка тривала 12 років, провів у формі головної команди країни 63 матчі, забивши 1 гол.
У складі збірної був учасником чемпіонату світу 1990 року в Італії, чемпіонату світу 1998 року у Франції.

## Кар'єра тренера
Розпочав тренерську кар'єру невдовзі по завершенні кар'єри гравця, 2001 року, очоливши тренерський штаб клубу «Аустрія» (Відень). Нетривалий час очолював віденську команду у тандемі з іншим австрійським спеціалістом, Вальтером Германном. Наразі досвід тренерської роботи обмежується цим клубом.

## Титули і досягнення
- Чемпіон Австрії (4):

«Аустрія» (Відень): 1986, 1991, 1992, 1993
- Володар Кубка Австрії (4):

«Аустрія» (Відень): 1986, 1990, 1992, 1994
- Володар Суперкубка Австрії (4):

«Аустрія» (Відень): 1990, 1991, 1992, 1993